# Piriac-sur-Mer
 Piriac-sur-Mer  es una población y comuna francesa, situada en la región de Países del Loira, departamento de Loira Atlántico, en el distrito de Saint-Nazaire y cantón de Guérande. Forma parte de la región histórica de Bretaña.

## Geografía
Piriac-sur-Mer se sitúa en la punta de la península de Guérande, a 11 km al noroeste de Guérande y a 25 km al noroeste de Saint-Nazaire. Los municipios limítrofes son La Turballe y Mesquer.

## Lugares y monumentos
- Piriac-sur-Mer cuenta con un puerto de aguas profundas destinado a la navegación deportiva y pesquera.
- El casco histórico es de estilo bretón, con casas del siglo XVII que forman un conjunto compacto dominado por el color gris del granito. Sus callejuelas, orientadas en parte al turismo, se animan durante el verano con mercados de artesanía y conciertos.

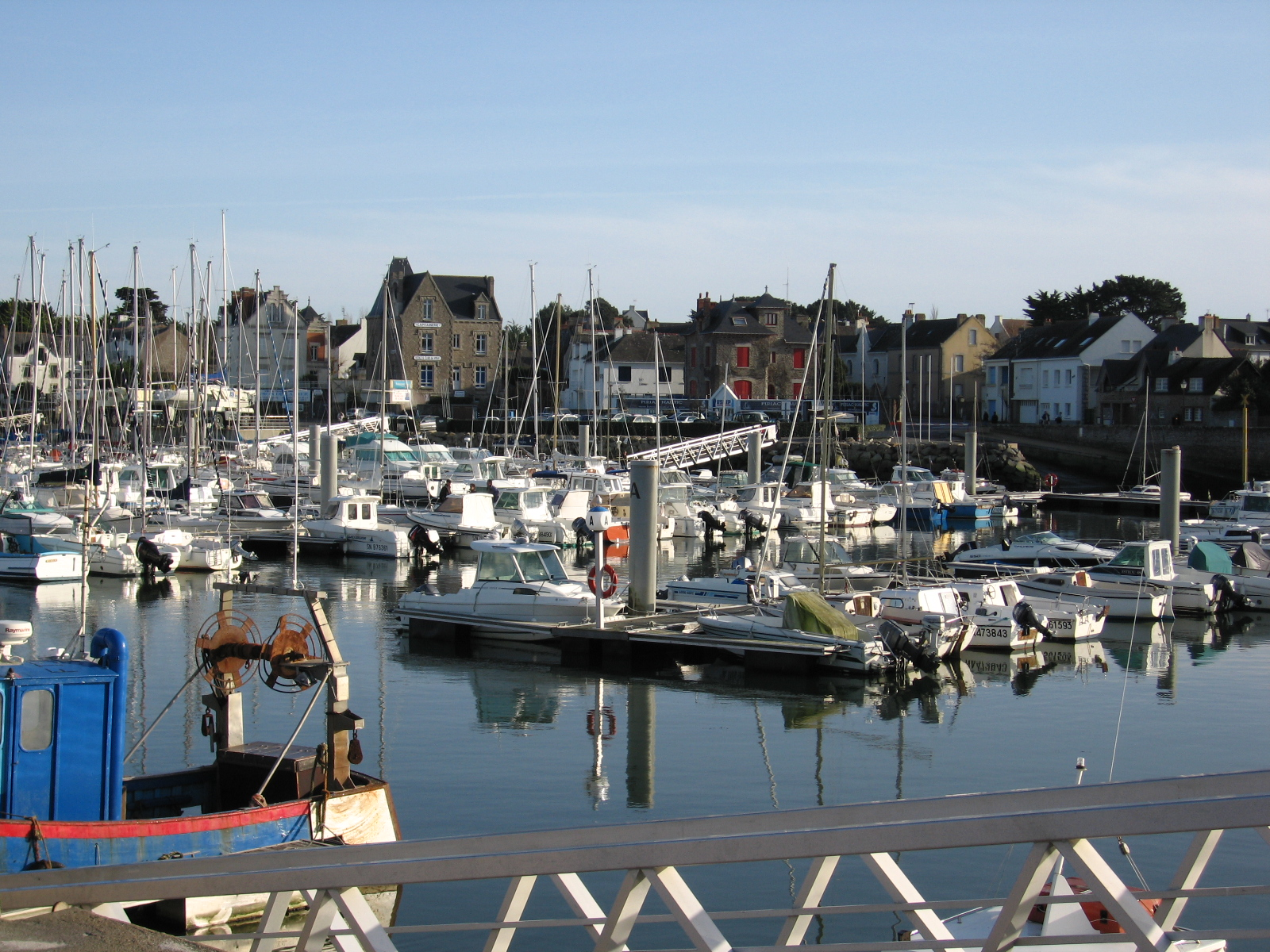
Vista del puerto desde el muelle.
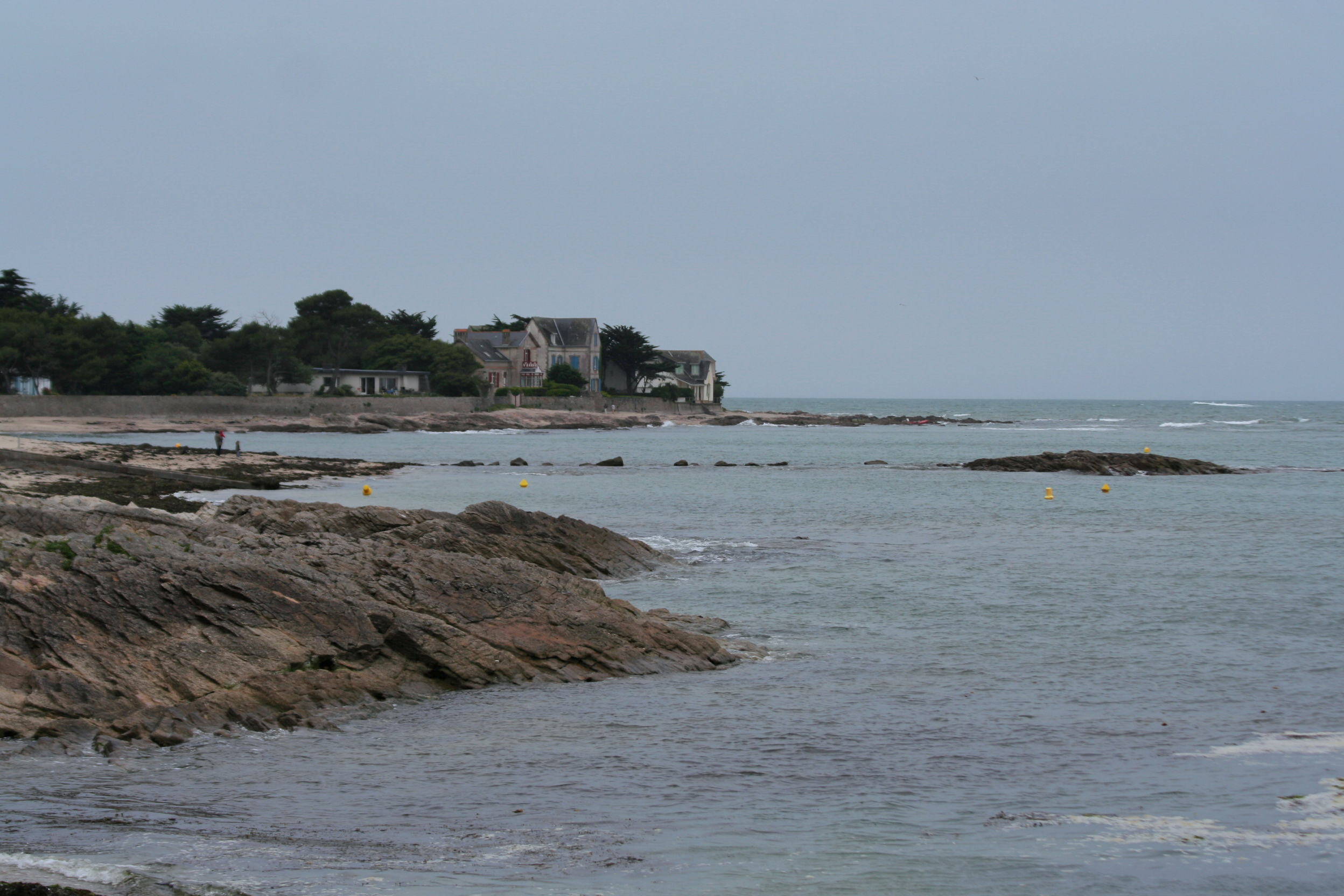
Panorama del puerto.

## Demografía
| 1127 | 1134 | 1110 | 1263 | 1442 | 1898 |
| Para los censos de 1962 a 1999 la población legal corresponde a la población sin duplicidades (Fuente: INSEE [Consultar]) |      |      |      |      |      |